# Francis Asbury Shoup
Francis Asbury Shoup (22 mars 1834 - 4 septembre 1896) est un avocat d'Indianapolis, dans l'Indiana, devenu un brigadier général de l'armée des États confédérés pendant la guerre de Sécession.

## Avant la guerre
Shoup naît près de Laurel, dans l'Indiana, premier de neuf enfants. Il va à l'université d'Indiana Asbury à Greencastle, Indiana, puis part à l'académie militaire de West Point, obtenant son diplôme en 1855, quinzième d'une promotion de trente-quatre. Après son départ de West Point, il sert dans l'armée des États-Unis en tant que membre du 1st U.S. Artillery et combat contre les Séminoles en Floride. Il décide de quitter l'armée le 10 janvier 1860, pour devenir avocat à Indianapolis,,.
Shoup sert comme leader dans une milice de zouaves d'Indianapolis, mais une fois que la guerre de Sécession commence, il part en Floride pour combattre pour la Confédération, en proclamant qu'il a des « penchants aristocratiques et de l'admiration pour le Sud ». Cela choque les miliciens d'Indianapolis, qui l'ont apprécié comme ami, et lui ont même donné un ensemble spécial de revolvers avec des étuis et des signes extérieurs, croyant qu'il servirait dans l'armée de l'Union, et que les officiers monteraient toujours des chevaux, et, donc, auraient besoin d'un tel ensemble. Tout Indianapolis rapporte l'incident selon lequel que Shoup a démissionné de la milice,.
En 1860, il s'installe à Saint Augustine, en Floride, où le gouverneur le nomme lieutenant. Il est admis au barreau de la Floride, même s'il y a des doutes sur le fait qu'il ait pratiqué le droit dans les faits[réf. nécessaire].

## Guerre de Sécession
Lors de la bataille de Shiloh, il sert comme chef de l'artillerie sous les ordres de William J. Hardee. Dans l'été de 1862, il commence à servir en Arkansas, comme inspecteur général sous les ordres du major général Thomas C. Hindman. Le 12 septembre 1862, le premier congrès confédéré le nomme brigadier général, après quoi il commande la deuxième division de Hindman. Après la bataille de Prairie Grove, il retraverse le fleuve Mississippi.
Après sa capture à la bataille de Vicksburg, il rencontre des compatriotes de sa période dans la milice d'Indianapolis, mais ils le rejettent en raison de son combat pour la Confédération. Après sa libération sur parole, il part en Géorgie et combat lors de la bataille d'Atlanta. Il conçoit une ligne défensive et, à la suite de son approbation par le général Johnston, supervise la construction, à la fin juin 1864, de ce qui va devenir connu comme la ligne de la rivière de Johnston. Le projet de Shoup se compose de 36 forts uniques, plus tard appelés « Shoupades ». Alors que la ligne de la rivière est considérée comme un succès d’ingénierie, sa efficacité potentielle est annulée lorsque le l'armée du général Sherman traverse le Chattahoochee au nord de la ligne. La ligne de la rivière de Johnston est répertoriée sur le Registre national des lieux historiques. Pendant la guerre, il écrit des textes sur l’entraînement de l'infanterie et de l'artillerie et préconise l'emploi des noirs dans l'armée Confédérée. Il sert également comme chef d'état-major du commandant de l'armée du Tennessee, John Bell Hood.

## Après-guerre
Après la guerre, Shoup devient professeur à l'université du Mississippi, et plus tard, à l'université du Sud à Sewanee, Tennessee. Shoup est également recteur épiscopal et écrit des livres sur les mathématiques et la métaphysique. Alors qu'il est professeur, Shoup écrit « Uncle Tom's Cabin, Forty Years After » (1893), un essai pour la Sewanee Review qui examine l'impact du romand anti-esclavagiste d'Harriet Beecher Stowe. Shoup fait d'abord les louanges au livre de Stowe pour une large diffusion, mais il déplore la perte d'un système patriarcal de contrôle du peuple noir tout en exprimant le soulagement que les sudistes blancs soient libérés de la charge de leurs esclaves.
Après sa mort, le 4 septembre 1896, à Columbia, dans le Tennessee, il est enterré dans le cimetière de l'université du Sud.
En 2006, le bureau historique de l'Indiana, de la société historique du comté de Franklin et la division de l'Indiana des fils des vétérans confédérés placent un marqueur historique en l'honneur de Shoup dans le cimetière de Conwell à Laurel, en Indiana. Le parc Shoup et un marqueur historique sont également situés sur le campus de l'université du Sud (Sewanee, Tennessee).